# Yang Junxia
Yang Junxia (chiń. 楊俊霞; ur. 2 maja 1989) – chińska judoczka. Dwukrotna olimpijka. Zajęła siódme miejsce w Río de Janeiro 2016 i siedemnaste w Tokio 2020. Walczyła w wadze półśredniej.
Piąta na mistrzostwach świata w 2017. Uczestniczka zawodów w 2015, 2018, 2019. Startowała w Pucharze Świata w latach: 2014–2016, 2018 i 2019. Srebrna medalistka igrzysk azjatyckich w 2014 i brązowa drużynowo. Triumfatorka mistrzostw Azji w 2019; trzecia w 2016 i 2021 roku.

## Letnie Igrzyska Olimpijskie 2016
| Konkurencja | Eliminacje                | Eliminacje                         | Eliminacje             | Repasaże              | Klas. końcowa |
| Konkurencja | Przeciwnik I              | Przeciwnik II                      | Przeciwnik III         | Przeciwnik I          | Miejsce       |
| ----------- | ------------------------- | ---------------------------------- | ---------------------- | --------------------- | ------------- |
| 63 kg       | Marian Urdabajewa (KAZ) Z | Cedewsürengijn Mönchdzajaa (MGL) Z | Tina Trstenjak (SLO) P | Jarden Dżerbi (ISR) P | 7.            |

## Letnie Igrzyska Olimpijskie 2020
| Konkurencja | Eliminacje                  | Klas. końcowa |
| Konkurencja | Przeciwnik I                | Miejsce       |
| ----------- | --------------------------- | ------------- |
| 63 kg       | Magdalena Krssakova (AUT) P | 17.           |